# Pseudogmothela
Pseudogmothela is een geslacht van rechtvleugeligen uit de familie veldsprinkhanen (Acrididae). De wetenschappelijke naam van dit geslacht is voor het eerst geldig gepubliceerd in 1910 door Heinrich Hugo Karny.

## Soorten
Het geslacht Pseudogmothela omvat de volgende soorten:
- Pseudogmothela foveolata Roy, 1965
- Pseudogmothela jagoi Roy, 2002
- Pseudogmothela media Uvarov, 1921
- Pseudogmothela pallida Kirby, 1902
- Pseudogmothela pedestris Uvarov, 1953
- Pseudogmothela rehni Karny, 1910
- Pseudogmothela stauronotus Uvarov, 1921
- Pseudogmothela yonlii Roy, 2002